# Bezirksamt Heiligenberg
Das Bezirksamt Heiligenberg war eine von 1824 bis 1849 bestehende Verwaltungseinheit im Südosten des Großherzogtums Baden.

## Geographie
Mit seiner Errichtung löste das Bezirksamt Heiligenberg das Bezirksamt Meersburg als südöstlichstes Bezirksamt des Großherzogtums ab. Im Osten begannen das Königreich Württemberg mit den Oberämtern Tettnang und Ravensburg, ganz im Norden Hohenzollern mit dem Oberamt Ostrach. Der Hauptteil mit dem Schloss Heiligenberg lag im Linzgau und reichte im Süden in einem schmalen Streifen bis zum Nordufer des Bodensees. Hinzu kamen ein rundes Dutzend Exklaven, vor allem weiter nördlich im Oberschwäbischen Hügelland rund um die Stadt Pfullendorf.
Die Landschaft war hügelig, die Böden galten als fruchtbar. Städte gab es keine, von der Siedlungsstruktur her gab es neben zahlreichen kleinen Dörfern eine kaum überschaubare Anzahl an Einzelhöfen und Weilern.

## Wirtschaft
1843 wurde die Wirtschaftsstruktur als mittelständisch beschrieben. Über den Eigenbedarf hinaus wurden Früchte, Obst, Holz und Vieh produziert. Industrie gab es keine. Insgesamt 15 Vorkommen von Torf waren bekannt. Sie wurden teilweise zu Zwecken der lokalen Bodenverbesserung abgebaut.

## Geschichte

### Historischer Hintergrund
Das Bezirksamt hatte seine historischen Wurzeln in der im hohen Mittelalter entstandenen Grafschaft Heiligenberg, die 1535 zum Haus Fürstenberg gekommen war.
Aus ihr entstand das Oberamt Heiligenberg. Mit der Rheinbundakte von 1806 wurde Fürstenberg mediatisiert, ihr Fürstentum Fürstenberg zum größten Teil der badischen Landeshoheit unterstellt. Dort wurde 1807 das standesherrschaftliche Amt Heiligenberg errichtet. Nachdem die Aufhebung der Patrimonialgerichtsbarkeit 1813 eine einheitliche Zuständigkeit der Verwaltungsbehörden ermöglicht hatte, wurde es aufgelöst, die Orte auf die Bezirksämter Meersburg, Pfullendorf und Überlingen verteilt.

### Nach der Gründung
Nachdem 1824 dem Haus Fürstenberg erneut die Zuständigkeit für die Rechtsprechung auf der unteren Ebene (die bis 1857 bei den Ämtern lag) zuerkannt worden war, wurde das frühere Amt in seinem alten Umfang wiederhergestellt. In der Folge firmierte das Amt nun als gemeinsames großherzoglich-badisches und fürstlich-fürstenbergisches Bezirksamt.
1843 kam es zu einer größeren Umstrukturierung, bei der zahlreiche, weiter vom Zentrum entfernt gelegene Orte abgegeben wurden, im Gegenzug einige wenige hinzu kamen. 1846 wurde die, aus einem einzelnen Hof in Sießen bestehende, in Württemberg gelegene Exklave, die zu den territorialen Besonderheiten in Südwestdeutschland zählte, abgetreten.
1849 verzichtete das Haus Fürstenberg auf die Ausübung der ihm 1824 zuerkannten Rechte. Daraufhin wurde das Bezirksamt Heiligenberg aufgehoben, die verbliebenen Gemeinden dem Bezirksamt Pfullendorf zugeteilt.

## Orte und Einwohnerzahlen

### 1825

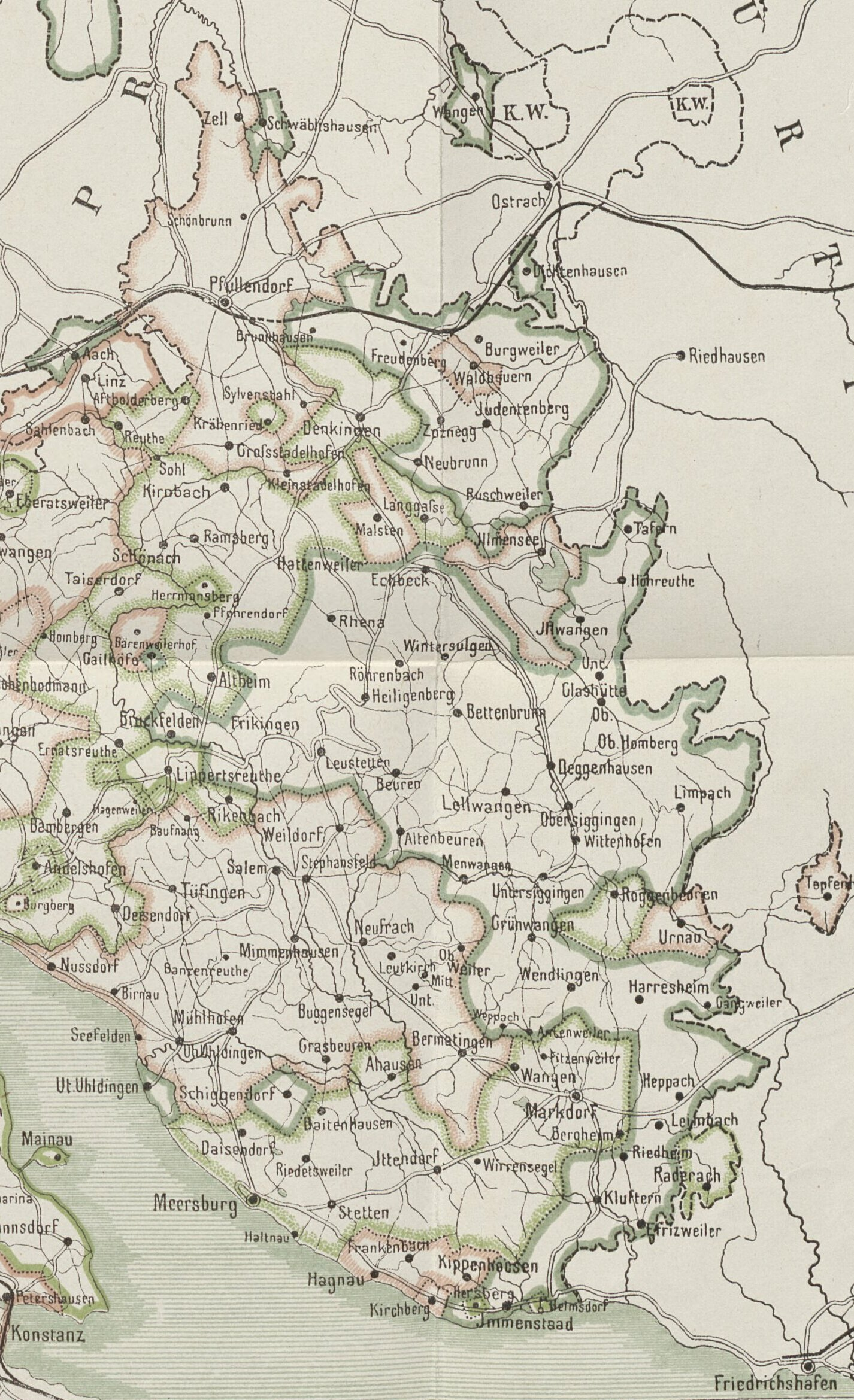
Orte des Amtes Heiligenberg 1800

1825 lag die Einwohnerzahl bei 8.360.

### 1834
1834 wurde von 8.524 Menschen berichtet, die im Gebiet des Bezirksamtes lebten. Sie verteilten sich auf diese 19 Gemeinden:
- Heiligenberg: 564
- Aach: 91
- Beuren: 537, davon in
  - Altenbeuren: 143
- Burgweiler: 358, davon in
  - Ochsenbach: 106
  - Hahnennest: 44
  - Mettenbuch: 50
- Deggenhausen: 386, davon in
  - Obersiggingen: 118
- Efrizweiler: 439, davon in
  - Kluftern: 266
- Frickingen: 964, davon in
  - Bruckfelden: 132
- (Ober)homberg: 684, davon in
  - Unterhomberg: 56
  - Wahlweiler: 50
  - Wippertsweiler: 51
  - Azenweiler: 84
  - Limpach: 143
  - Sießen: 5
- Illwangen: 465, davon in
  - Glashütten: 149
  - Höhreute: 101
  - Tafern: 54
  - Niederweiler: 56
- Immenstaad: 646
- Leustetten: 251
- Riedheim: 643, davon in
  - Leimbach: 151
  - Stadel: 97
  - Hepbach: 218
- Ruschweiler: 372, davon in
  - Judentenberg: 76
  - Neubrunn: 77
- Schwäblishausen: 116
- Untersiggingen: 313, davon in
  - Grünwangen: 28
- Unteruhldingen: 266, davon in
  - Schiggendorf: 85
- Wangen: 130
- Wintersulgen: 643, davon in
  - Röhrenbach: 35
  - Unterrehna: 76
  - Betenbrunn: 57
  - Echbeck: 67
- Wittenhofen: 656, davon in
  - Harresheim: 104
  - Wendlingen: 82
  - Lellwangen: 159
  - Mennwangen: 112

1843 wurden zahlreiche Orte neu zugeordnet. Abgegeben wurden
- zum Bezirksamt Pfullendorf die Exklaven Aach, Wangen und Schwäblishausen, im Gegenzug kam Illmensee hinzu.
- zum Bezirksamt Meersburg der zum Bodensee reichende Streifen in Form von Immenstaad, Helmsdorf, Efrizweiler, Kluftern, Riedbach, Leimbach, Stadel, Hepbach, und Lippach, im Gegenzug kam Roggenbeuren hinzu.
- zum Bezirksamt Salem die Exklaven Unteruhldingen und Schiggendorf.[8]

Mit einem 1843 geschlossenen und 1846 verkündeten Grenzvertrag zum Austausch von Ex- und Enklaven trat Baden den in Sießen gelegenen Hof an Württemberg ab.

## Übergeordnete Behörden
Die, im Rahmen der Verwaltungsgliederung des Landes, übergeordneten Behörden waren stets in Konstanz ansässig. Es waren zunächst der alte und ab 1832 der neue Seekreis.

## Leiter der Verwaltung
Die Leitung der Verwaltung, mit unterschiedlichen Titeln, hatten inne:
- 1824 bis 1827: Josef Benedikt Clavel
- 1827 bis 1836: Josef Martin
- 1836 bis 1849: Josef Kaiser

## Weitere Entwicklung
Die zu Salem und zu Meersburg gegangenen Gemeinden wechselten 1856 zum Bezirksamt Überlingen, dorthin folgten 1936 auch die Pfullendorfer Gemeinden. Aus dem Bezirksamt Überlingen entstand 1939 der Landkreis Überlingen. Bei dessen Aufteilung Anfang 1973 kamen der Südteil mit Heiligenberg zum Bodenseekreis, der Nordteil zum Landkreis Sigmaringen.